# پاساژ (موسیقی)

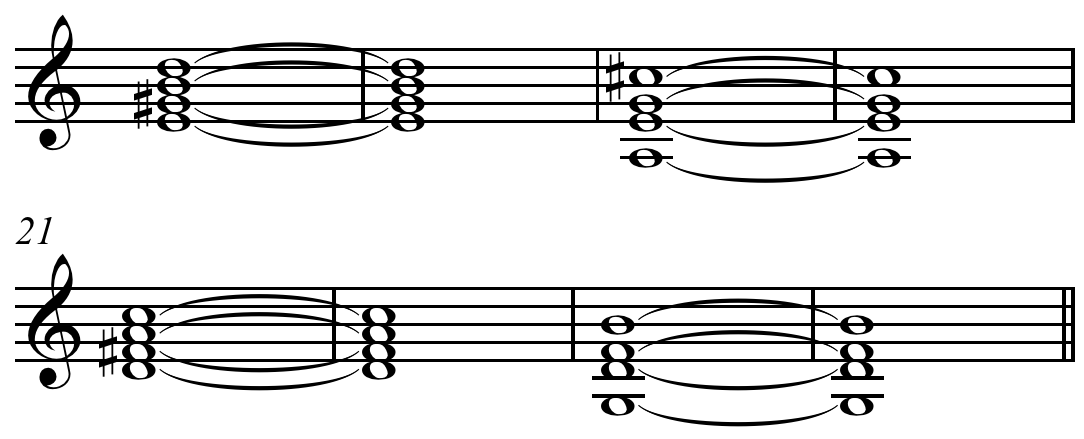
تصویر

بخش (به انگلیسی: Section) در موسیقی، یک طرح موسیقایی کامل اما غیرمستقل است. انواع بخش شامل: پیش‌درآمد یا مقدمه، درآمد یا گشایش، تکرار و مرور، آواز، کر، فرجام، خاتمه یا سررسید و اتمام آهسته است.
برخی از قطعات شناخته‌شده تنها از یک یا دو بخش ساخته شده‌اند.
گذر یا پاساژ (به انگلیسی: Passage) طرحی موسیقایی‌ست، که می‌تواند از لحاظ استقلال کامل باشد یا نباشد.
در لغت به معنی گذر است. در موسیقی اصطلاحی است برای جمله ای کوچک یا بزرگ که نقش آن برای پیوند یا ارتباط دو قسمت موسیقی است. گاهی پاساژها جنبه ویرتئوزیته به خود می‌گیرد که نوازنده برای نشان دادن مهارت، استفاده می‌نماید. در موسیقی ردیف گذرها یا پاساژها معمولاً برای ارتباط بین دو جمله یا دو گوشه موسیقی استفاده می‌شوند.